# Rosemary DeCamp
Rosemary DeCamp (ur. 14 listopada 1910, zm. 20 lutego 2001) – amerykańska aktorka filmowa i telewizyjna.

## Filmografia
seriale
- 1948: Studio One jako Cora Thompson
- 1955: The Bob Cummings Show jako Margaret MacDonald
- 1965: Dni naszego życia jako Matka przełożona
- 1977: Statek miłości jako Cynthia
- 1982: St. Elsewhere jako Amy Jeffries
- 1984: Napisała: Morderstwo jako Agnes

film
- 1941: Złote wrota jako Berta Kurz
- 1942: Yankee Doodle Dandy jako Nellie Cohan
- 1947: Nora Prentiss jako Lucy Talbot
- 1951: Nad księżycową zatoką jako Alice 'Mother' Winfield
- 1960: 13 duchów jako Hilda Zorba
- 1981: Sobota czternastego jako Ciocia Lucille

## Nagrody i nominacje
Została nominowana do nagrody Emmy, a także posiada swoją gwiazdę na Hollywoodzkiej Alei Gwiazd.